# Артиглутон
Артиглутон (фр. Artigueloutan) насеље је и општина у југозападној Француској у региону Аквитанија, у департману Атлантски Пиринеји која припада префектури По.
По подацима из 2011. године у општини је живело 944 становника, а густина насељености је износила 116,26 становника/km². Општина се простире на површини од 8 km². Налази се на средњој надморској висини од 251 метар (максималној 370 m, а минималној 229 m).

## Демографија
| 1962. | 1968. | 1975. | 1982. | 1990. | 1999. | 2011. |
| ----- | ----- | ----- | ----- | ----- | ----- | ----- |
| 404   | 435   | 459   | 534   | 669   | 722   | 944   |

График промене броја становника у току последњих година